# Ytyk-Kiujol
Ytyk-Kiujol, właściwie: Ytyk-Küöl, dosł.: 'Święte Jezioro' (ros. Ытык-Кюёль, jakuc. Ытык-Күөл) – wieś (ros. село, trb. sieło) w autonomicznej rosyjskiej republice Jakucji, ośrodek administracyjny ułusu (rejonu) tattińskiego.
Leży na Trasie Kołymskiej, ok. 200 km na wschód od Jakucka i ok. 100 km na zachód od Chandygi, nad rzeką Tamma, lewym dopływem Ałdanu. W 2010 roku miejscowość zamieszkiwało 6828 osób.
20 maja 2007 osada została zalana przez powódź. Zatopione zostały 873 domy; ok. 3 tys. osób ewakuowano.